# Bertoua
Bertoua är en regionhuvudort i Kamerun.   Den ligger i regionen Östra regionen, i den centrala delen av landet, 250 km öster om huvudstaden Yaoundé. Bertoua ligger 665 meter över havet och antalet invånare är 218 111.
Terrängen runt Bertoua är platt, och sluttar söderut. Trakten runt Bertoua är mycket glesbefolkad, med 7 invånare per kvadratkilometer. Det finns inga andra samhällen i närheten. Trakten runt Bertoua är en mosaik av jordbruksmark och naturlig växtlighet.